# Salvador Cardenal Fernández
Salvador Cardenal Fernández (Valencia, 1852 – Barcelona, 1927) fue un médico cirujano español, destacado por introducir las nuevas técnicas asépticas y antisépticas en la práctica de la cirugía en España.

## Biografía
Nació en Valencia en 1852, hijo del ingeniero Domingo Cardenal Gandasegui y de María del Carmen Fernández. El año siguiente su padre fue contratado como director de la obra de construcción del Canal de Urgel, y la familia se trasladó a Agramunt, Lerida donde residieron hasta 1863 en que se trasladan a Barcelona, ciudad en la cual residirá el resto de su vida. Fue padre de León Cardenal Pujals.
Estudió Medicina en la Universidad de Barcelona. En 1872, siendo estudiante de anatomía y junto con otros compañeros fundó un Laboratorio para dedicarse a la medicina experimental. En 1875 hizo un viaje de estudios a París, y se encontró con los eminentes cirujanos Paul Broca, Jules Péan, Léon Athanase Gosselin y Alfred Richet, que lo instruyeron en los principios y técnicas antisépticas de Joseph Lister. También visitó varias clínicas y hospitales en Viena, Suiza y Alemania.
Se doctoró por la Universidad de Madrid en 1877 con la tesis De la osteomielitis y sus relaciones con la pioemia y la septicemia.

## El Laboratorio

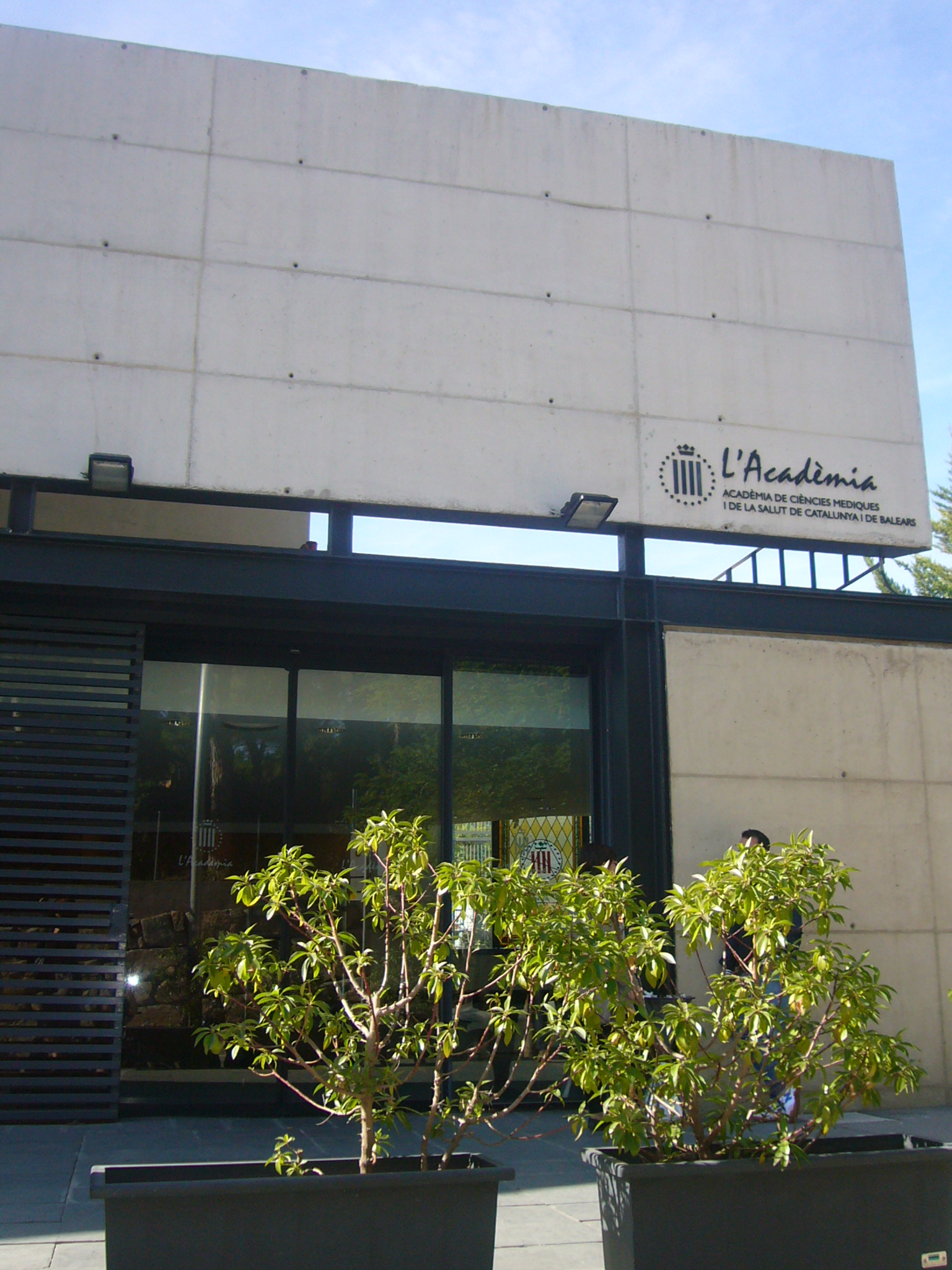
Entrada al edificio de la Academia de Ciencias Médicas en Barcelona.

El Laboratorio, fundado el 15 de enero de 1872 por cinco estudiantes de Medicina (entre ellos Salvador Cardenal y Josep A. Barraquer, decepcionados por una enseñanza rutinaria y excesivamente teórica) tuvo una corta vida. El 5 de abril de 1878 se fusionó con otra entidad, la llamada Academia de Ciencias Médicas, fundada en 1876 por Jaime Pi y Suñer, Luis Góngora, Joaquim Bonet Amigó y Agustí Prió. De la unión de estas dos asociaciones nació en 1878 la Academia y Laboratorio de Ciencias Médicas de Cataluña, que andando el tiempo se convertiría en la Academia de Ciencias Médicas de Cataluña y Baleares. Su primer presidente fue Luis Góngora.

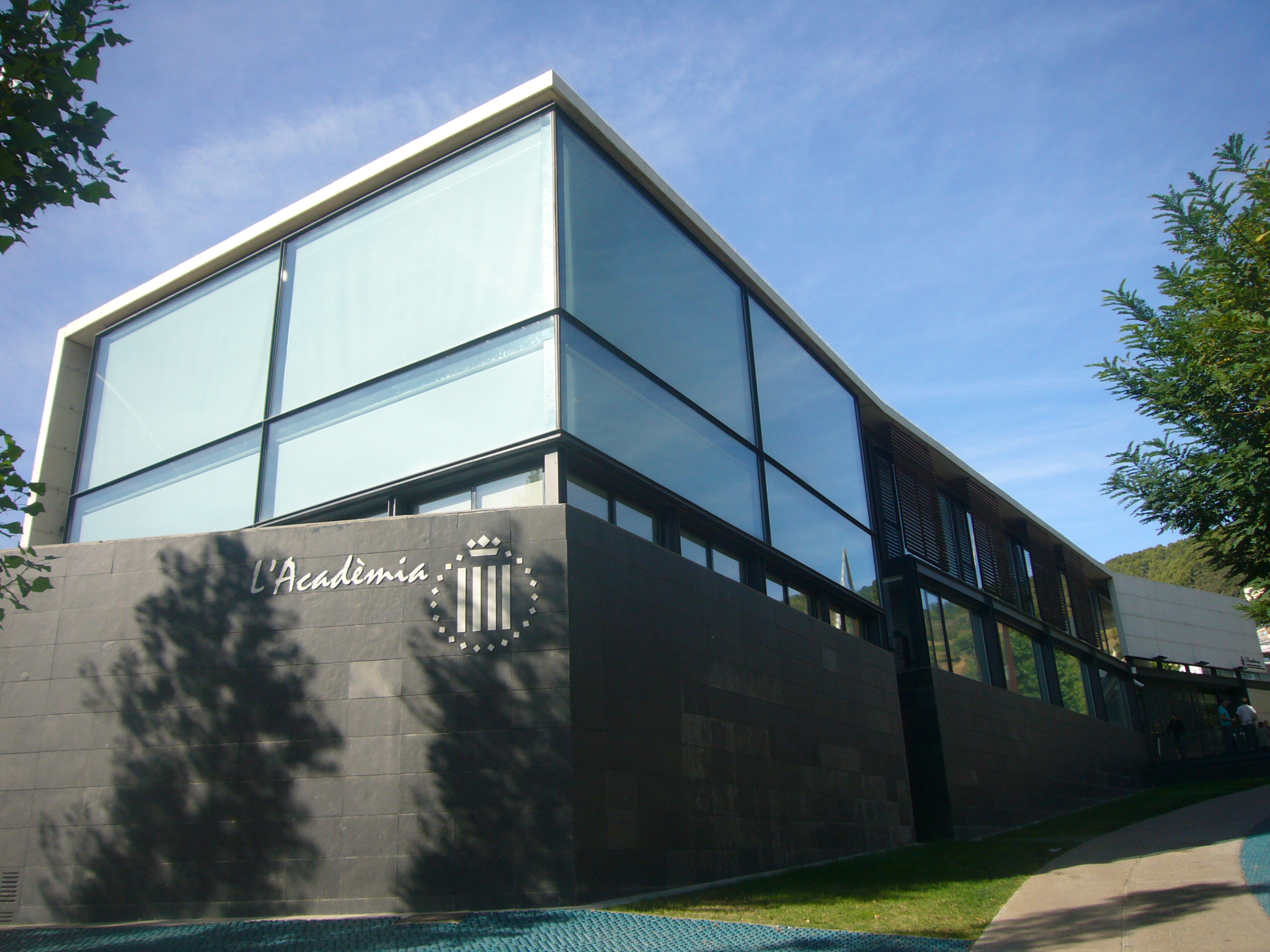
Vista de la actual Academia de Ciencias médicas de Cataluña y Baleares

En 1877 ingresó como médico numerario en la Casa de la Caridad. Al año siguiente fue nombrado médico director del Hospital del Sagrado Corazón de Barcelona, donde desarrolló su carrera. También tuvo una clínica privada, fundada en 1888, Casa de curación quirúrgica del Dr. Cardenal.

## Publicaciones
- 1873. De la anestesia quirúrgica, de los anestésicos y en particular de la cloroformización. Primer estudio en Cataluña de las técnicas de anestesia.
- 1880. La Guía práctica para la cura de heridas y aplicaciones del método antiséptico.
- 1887. Manual práctico de cirugía antiséptica.
- 1895, 1906. Reediciones del Manual práctico.
- 1898 - 1920. Colaboración en la revista Medicina y Cirugía.

Traducciones y prólogos:
- Manual de cirugía descriptiva, de Robert Hartmann.
- Tratado de operaciones, de Emil Theodor Kocher.
- Tratado de patología general y de anatomía y fisiología patológicas, de Max Perls.

## Cargos y honores
- 1893 - 1895. Presidente de la Academia y Laboratorio de Ciencias Médicas de Cataluña.
- 1901 - 1910. Presidente de la Real Academia de Medicina de Cataluña.
- 1890. Miembro honorario del Royal College of Surgeons of England (Real Colegio de Cirujanos de Inglaterra).
- 1922. Catedrático honorario de la Universidad de Barcelona.